# Baptisterio de San Juan (Poitiers)
El baptisterio de San Juan (en francés: baptistère Saint-Jean) es un pequeño baptisterio de Francia, construido originalmente en el siglo IV en la ciudad de Poitiers. Tiene fama de ser el monumento cristiano más antiguo de Occidente. Es uno de los pocos edificios que conserva la apariencia que tendría en la época merovingia.

## Historia

### Orígenes romanos
El baptisterio fue originalmente una casa romana. Su parte central fue acondicionada alrededor de los años 360, sobre los cimientos del edificio romano que fue demolido en 276 en lo que con el tiempo será el futuro barrio episcopal de la ciudad de Poitiers, cerca de la residencia de san Hilario y de la futura catedral.

### Alta Edad Media y reconstrucción
El edificio sufrió graves daños durante la ocupación visigoda en el siglo V. Después de que Clovis I derrotara a Alarico II en 507 en la batalla de Vouillé, cerca de Poitiers, se inició su restauración. Esta restauración incluyó la reparación de las partes superiores de las paredes de la cella, la adición de tres absidiolos en forma de un transepto y un ábside, y la decoración de los exteriores e interiores del edificio.
La piscina bautismal fue añadida en el siglo VI, porque en esa época el bautismo se realizaba por inmersión total.

### Fachada meridional
En el siglo X el edificio estaba en estado ruinoso, y se hicieron más añadidos y reparaciones, como la demolición de las dos pequeñas sacristías originales (que fueron destinadas originalmente como cámaras de preparación de los catecúmenos de ambos sexos), los absidiolos laterales, los brazos del transepto, que fueron reconstruidos como ábsides, y el nártex cuadrado se modificó a su actual forma poligonal. Fue en esa época cuando  el bautismo por inmersión fue abandonado como práctica por la Iglesia católica, y, por ello la piscina bautismal fue rellenada y reemplazado por pilas bautismales. El baptisterio se convirtió luego en una iglesia parroquial.

### Plena Edad Media
Entre los siglos XII y XIV, la iglesia fue embellecida con frescos que todavía son visibles hoy. Incluyen representaciones de la ascensión de Cristo, pavos reales simbólicos, jinetes con capas ondulantes, uno de los cuales representa el emperador Constantino, y un busto de la Santa Virgen.

### Tiempos modernos
El edificio fue desafectado en 1791 y fue vendido como bien nacional a un particular que lo utilizó como almacén. Antes de ser demolido, fue salvado por suscripción pública lo que permitió comprarlo en 1834. Fue restaurado a mediados del siglo XX.
A lo largo del siglo XX se realizaron varias campañas arqueológicas que descubrieron la pileta bautismal y permitieron precisar su datación. Esto excluyó por completo la denominación de temple Saint-Jean  que se le dio un tiempo, bajo el pretexto de que el edificio habría servido primero templo pagano, como lo fueron numerosas iglesias. De hecho, se trata de un edificio construido con el propósito de administrar el bautismo a los conversos, a los que antes se daba el sacramento en el río Clain, distante un centenar de metros.
El baptisterio alberga actualmente un pequeño museo de glíptica, que incluye muchos sarcófagos de piedra que datan de los siglos V a VIIl (época de los merovingios), muchos vividamente decorados con diseños tallados. También incluye restos tales como trozos de columnas romanas, pilas bautismales, y otras reliquias de piedra.

## Galería de imágenes

Vistas exteriores
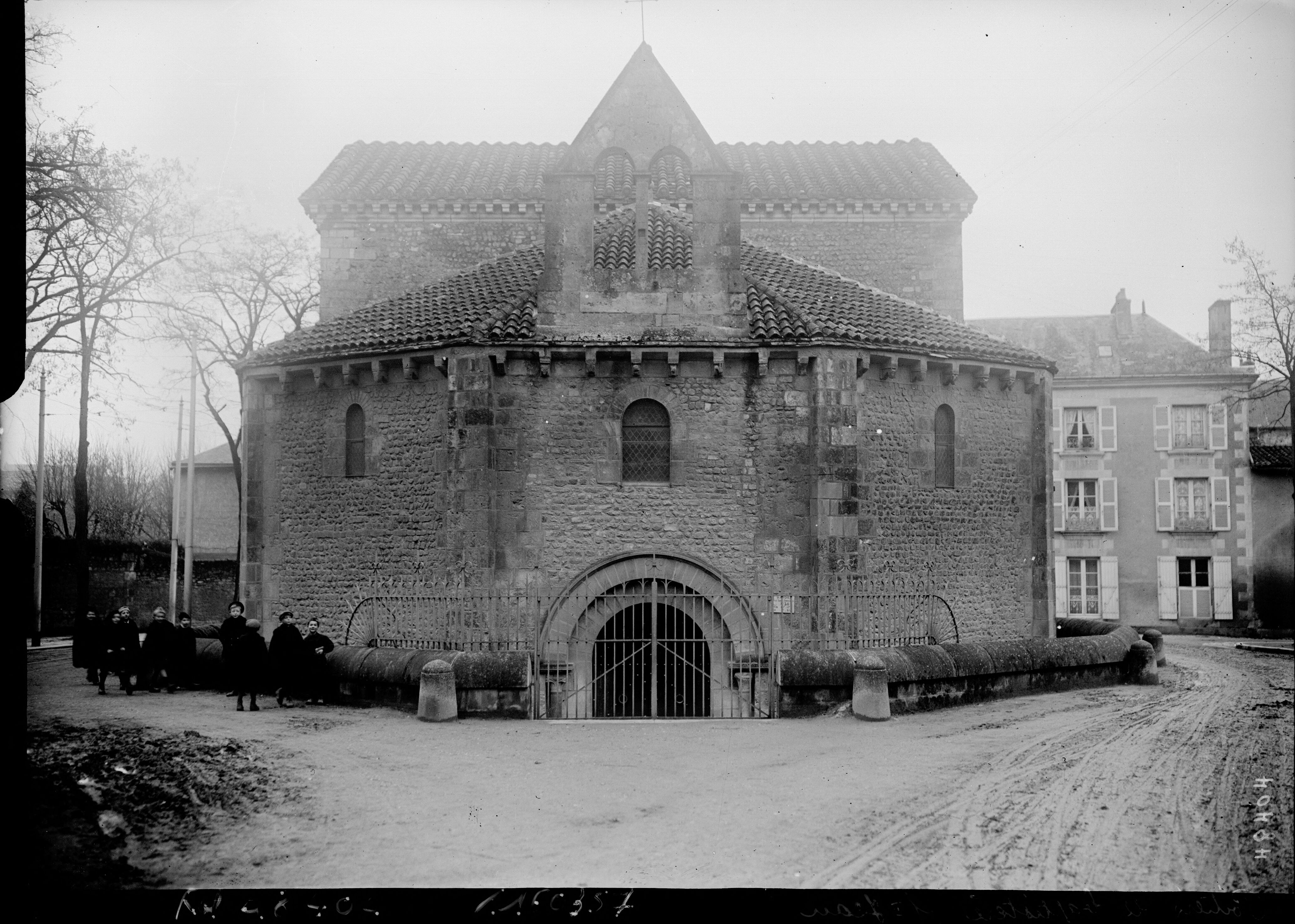
Cliché de 1916.
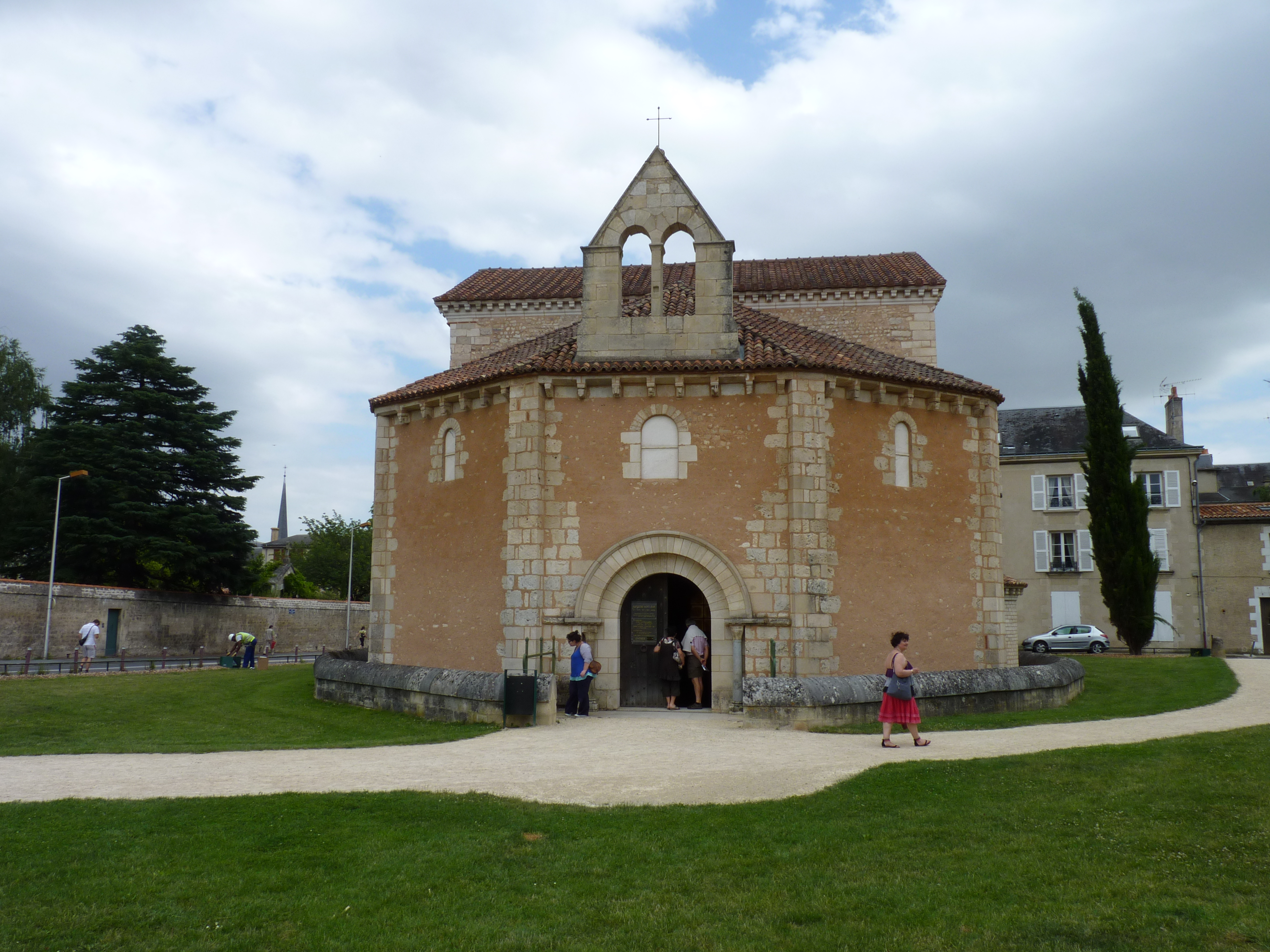
Vista actual del edificio
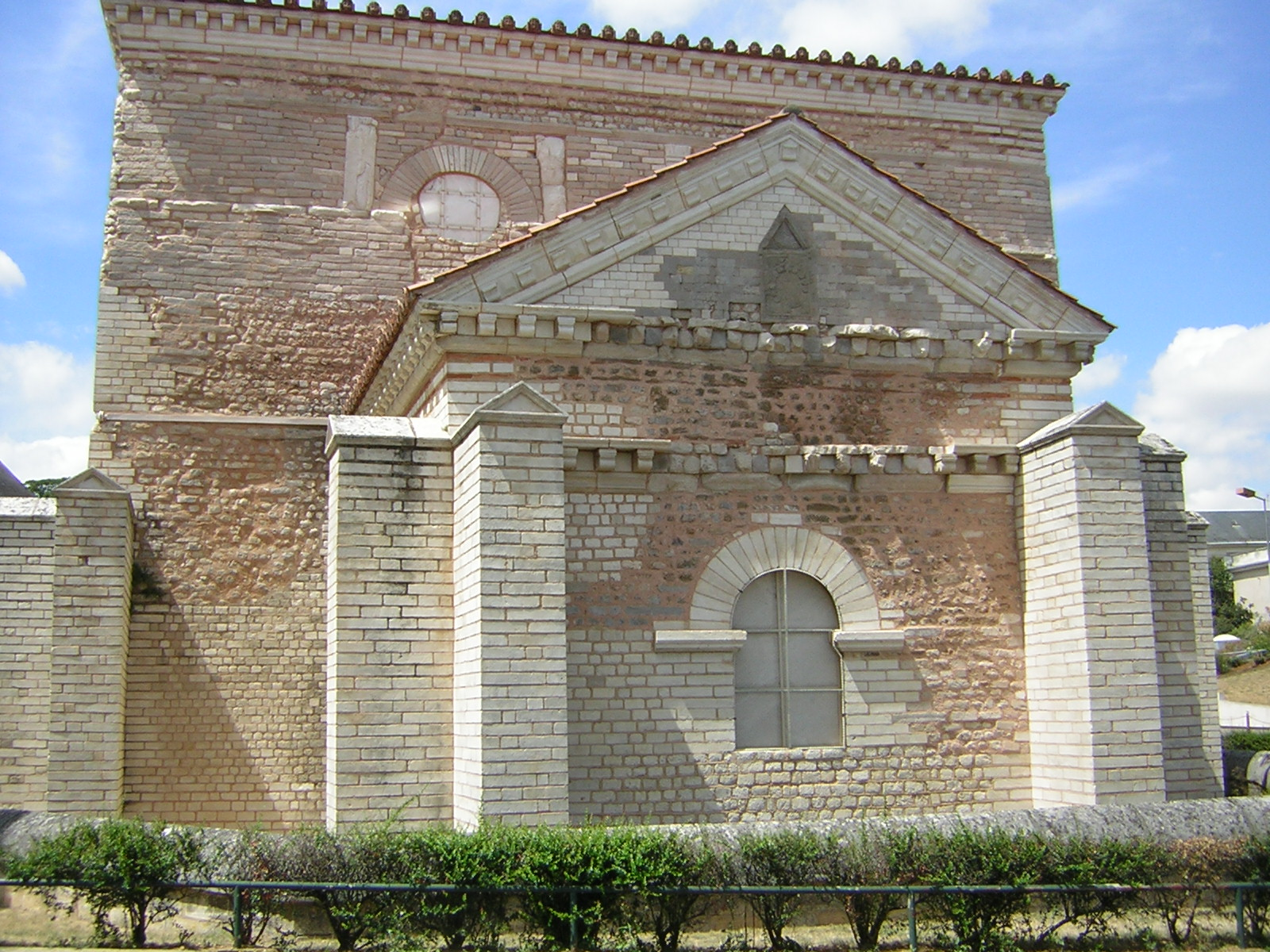
Trasera del edificio
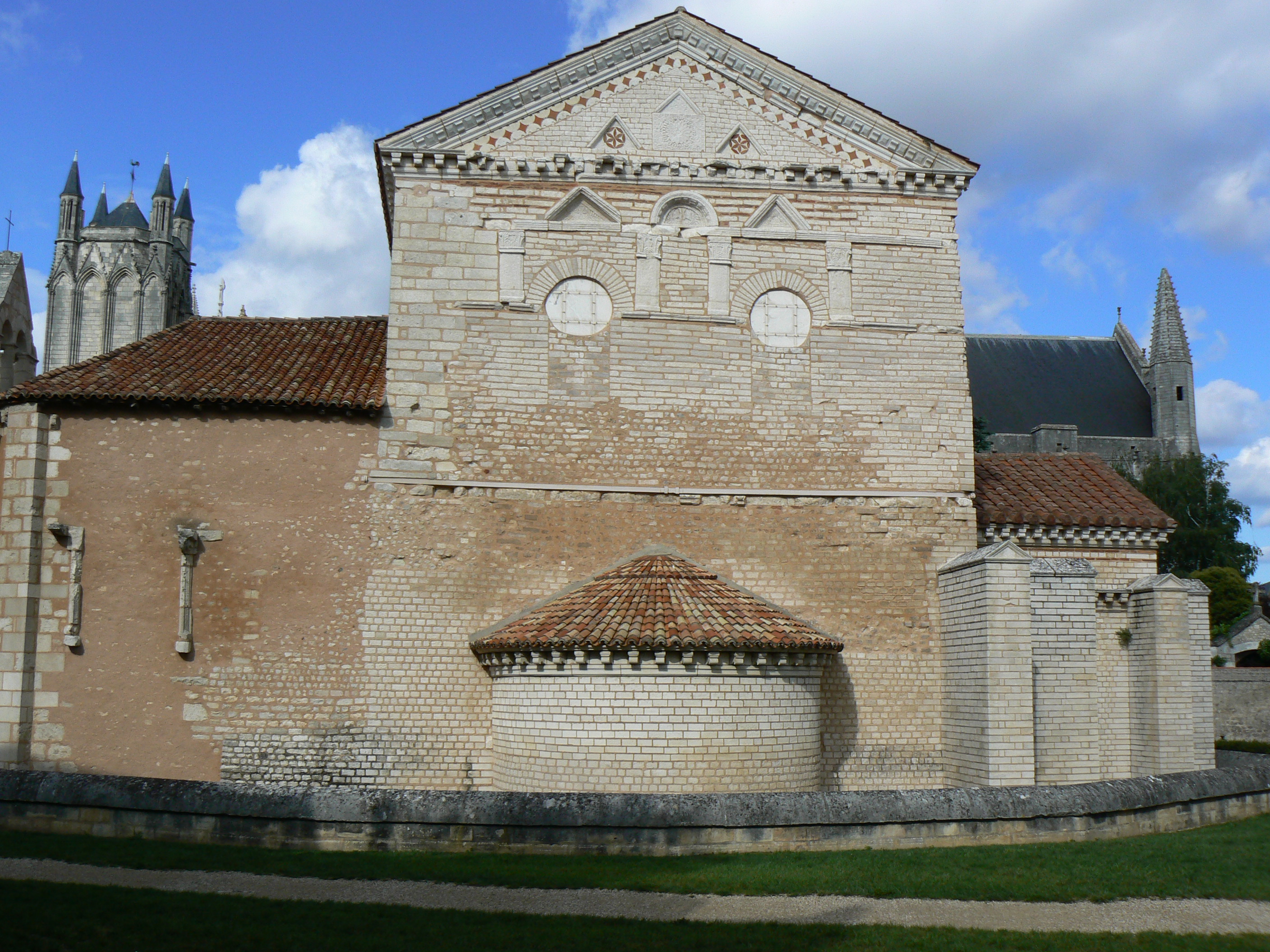
Transepto, lado sur

Interior y detalles
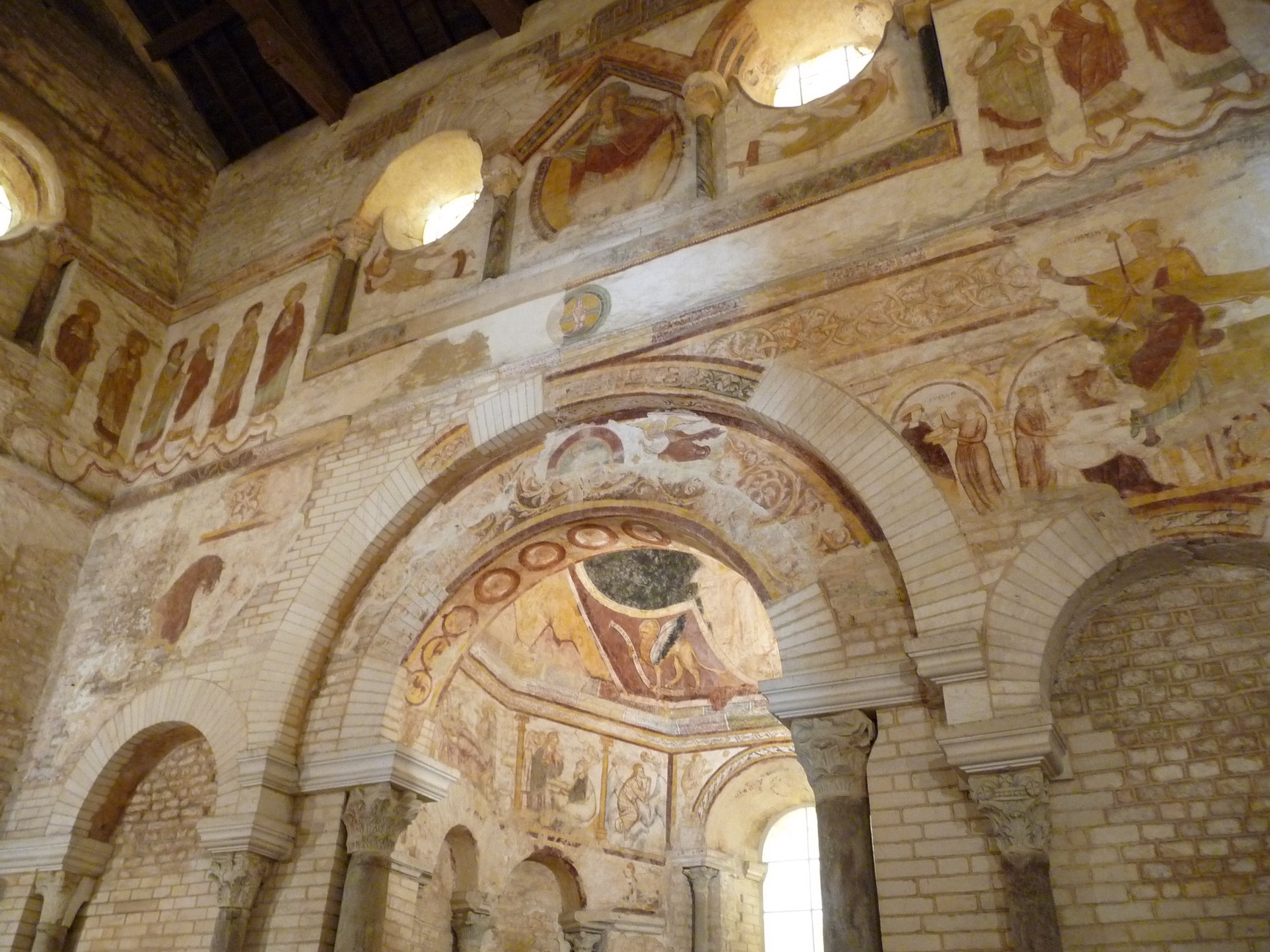
Interior del baptisterio
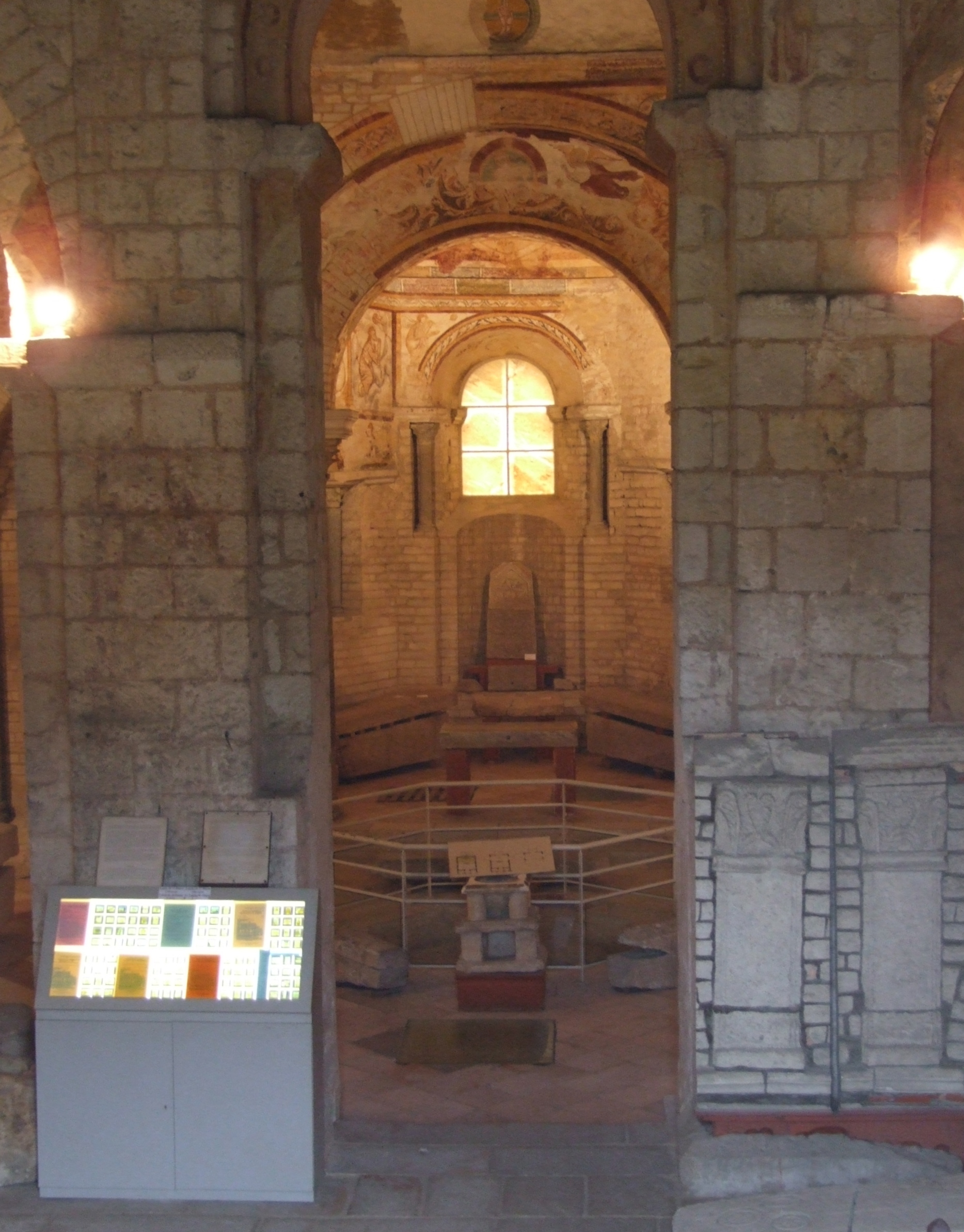
La pileta bautismal
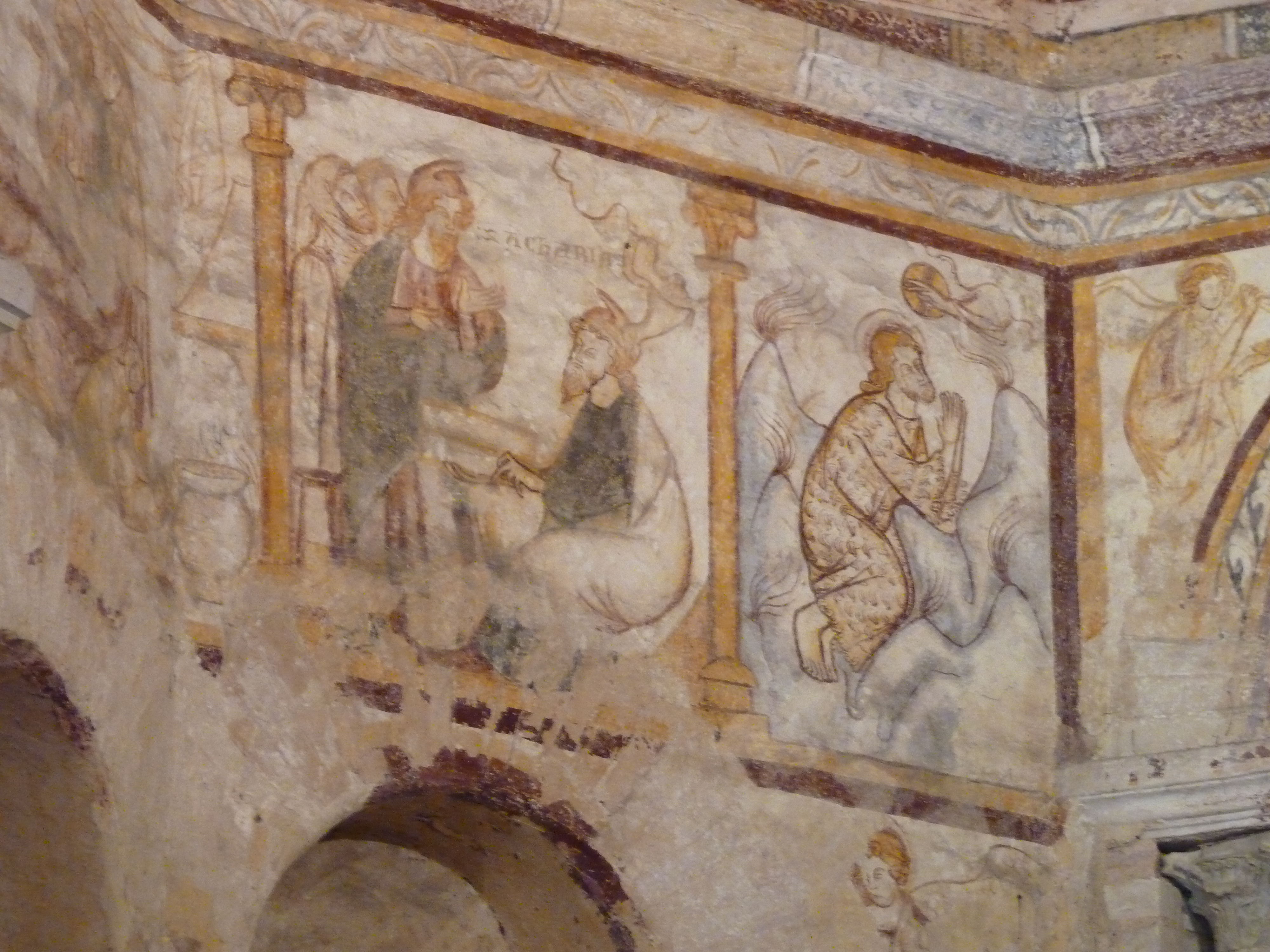
Frescos murales
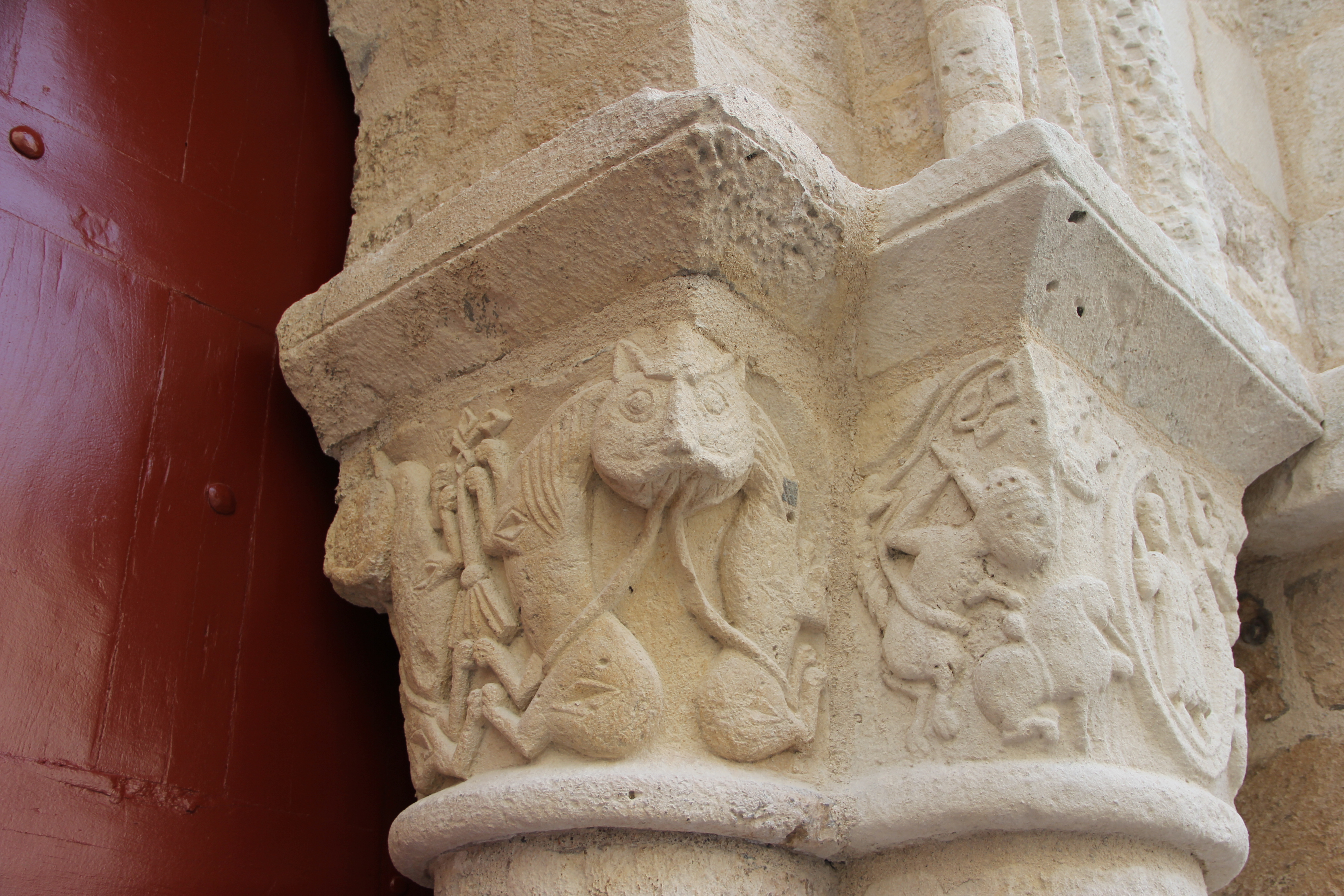
Capitel exterior